# Günther Schumacher
Günther Schumacher (* 27. Juni 1949 in Rostock) ist ein ehemaliger Radrennfahrer aus der Bundesrepublik Deutschland, der zweimal Olympiasieger wurde.

## Leben
Der Bahnradsportler gewann bei den Olympischen Sommerspielen 1972 mit dem Bahnvierer in der Besetzung Jürgen Colombo, Günter Haritz, Udo Hempel und Schumacher die Goldmedaille gegen die Mannschaft der DDR. In den nächsten Jahren gewann der deutsche Bahnvierer dreimal in Folge den Weltmeistertitel. Bei den Olympischen Sommerspielen 1976 in Montreal konnte der deutsche Bahnvierer den Olympiasieg von 1972 in der Mannschaftsverfolgung diesmal gegen den sowjetischen Vierer wiederholen. Der Vierer fuhr 1976 in der Besetzung Gregor Braun, Hans Lutz, Schumacher und Peter Vonhof.
Schumacher trat als Bahnfahrer nicht nur in der Verfolgung, sondern auch im 1000-Meter-Zeitfahren an. Seine Aufgabe im Bahnvierer war die Rolle des Anfahrers, der zu Beginn der 4000-Meter-Strecke die Beschleunigung auf die Dauergeschwindigkeit übernimmt. Er war der erste Fahrer, der bei Olympischen Spielen zweimal Gold mit dem Bahnvierer gewinnen konnte. Schumacher fuhr für die Vereine VfR Büttgen und Grün-Weiß Derby Berlin.
Im Oktober 1977 wurde Schumacher Profi und fuhr im Wesentlichen Sechstagerennen und Kriterien. Dreimal schloss er ein Sechstagerennen auf Platz zwei ab. Als Profi gewann er 1981 den nationalen Titel im Omnium vor Hans Hindelang. Im Straßenradrennsport war er 1981 für das Kotter’s Racing Team tätig.
Günther Schumacher ist seit 1976 verheiratet und hat eine Tochter. Er ist ausgebildeter Diplom-Trainer (Diplom 1976 an der Trainerakademie Köln mit Examensarbeit bei Arnd Krüger) und betrieb von 1985 bis 2018 in Kaarst-Büttgen-Vorst ein Fahrradgeschäft. Zudem war er auch als Sportlicher Leiter bei Radsportveranstaltungen tätig. Er ist nicht zu verwechseln mit dem deutschen Radsportler Günter Schumacher (* 1964) aus Langenhagen.

## Erfolge
- Olympiasieger – München – im Bahnvierer 1972
- Olympiasieger – Montreal – im Bahnvierer 1976
- Weltmeister – San Sebastian – im Bahnvierer 1973
- Weltmeister – Montreal – im Bahnvierer 1974
- Weltmeister – Lüttich – im Bahnvierer 1975
- Vizeweltmeister – San Cristobal – im Bahnvierer 1977
- Vizeweltmeister – San Cristobal – im 1000 m Zeitf. 1977
- Deutscher Meister im Bahnvierer 1971, 1972, 1975
- Deutscher Meister im 1000-m-Zeitfahren 1974, 1977
- Deutscher Meister in der Einerverfolgung 1977
- Deutscher Meister Zweier-Mannschaftsfahren Winterbahn 1973, 1976
- Deutscher Meister Zweier-Mannschaftsfahren Sommerbahn 1975
- Deutscher Omniummeister 1973, 1981
- Sportler des Jahres 1973, 1976 in der Mannschaft
- Träger des Silbernen Lorbeerblattes, verliehen 1972, 1976
- Inhaber vieler Bahnrekorde